# Жанадариинский канал
Жанадариинский канал (каз. Жаңадария каналы) — искусственный водоток, расположенный на левобережье реки Сырдарьи, который проходит по территории Кызылординской области Республики Казахстан.
Жанадариинский канал был введён в эксплуатацию в 1958 году. На данном канале имеется 19 гидротехнических сооружений и действующих отводов общей протяжённостью около 150 километров.
Канал предназначен для подачи воды на обводнение пастбищных массивов на севере песчаной пустыни Кызылкум и орошения посевов кормовых и овощебахчевых сельскохозяйственных культур, а также обводнения естественных кормовых угодий.
Длина Жанадариинского канала составляет 592 километра 300 метров, из них 535,6 километра проходит по естественному природному руслу (см. Жанадарья).
Пропускная способность канала в головной части 50 м³/с, естественного русла до 200 м³/с.
На 210-м километре Жанадариинского канала берёт начало канал Куандария с пропускной способностью 20 м³/с и протяжённостью 436,4 км с использованием сухого русла Куандарья (протяжённость 407 км) с расходом воды до 60 м³/с.
Вдоль русла Жанадариинского канала расположено несколько охотничьих хозяйств.